# Piet Rooijakkers
Piet Rooijakkers (Gerwen, 16 de agosto de 1980) es un ciclista neerlandés. Debutó como profesional en 2003 y se retiró en 2010. Ya retirado, fue director deportivo del conjunto neerlandés BabyDump de categoría Continental.

## Palmarés
2005
- 1 etapa del Tour de Olympia

## Resultados en Grandes Vueltas
| Carrera | Carrera         | 2005 | 2006 | 2007 | 2008 | 2009 | 2010 |
| ------- | --------------- | ---- | ---- | ---- | ---- | ---- | ---- |
|         | Giro de Italia  | —    | —    | —    | —    | —    | —    |
|         | Tour de Francia | —    | —    | —    | —    | Ab.  | —    |
|         | Vuelta a España | —    | —    | —    | —    | —    | —    |

―: no participa

Ab.: abandono